# Julio Valentín González
Julio Valentín González, född den 26 augusti 1981 i Asunción, är en paraguayansk fotbollsspelare. Vid fotbollsturneringen under OS 2004 i Aten deltog han det paraguayanska U23-laget som tog silver. 